# Negrești
Negrești este un oraș în județul Vaslui, Moldova, România, format din localitatea componentă Negrești (reședința), și din satele Căzănești, Cioatele, Glodeni, Parpanița, Poiana și Valea Mare. Este un oraș de rang III, cu o populație de 8.380 locuitori. Denumirea orașului provine de la vornicul Negrea, unul dintre cei mai puternici feudali ai timpului său, prezent în Sfatul domnesc al lui Alexandru cel Bun, între anii 1401-1429.

## Așezare
Orașul este așezat în partea de nord - vest a județului Vaslui, în lungul căii ferate și a drumului național DN15D, Vaslui–Roman. Din punct de vedere geografia orașul se află în centrul podișului Moldovei pe malul râului Velna foarte aproape de iazurile Velna.. Satul Căzănești ce intră în componența orașului se află lângă lacul cu același nume și arâului Durduc.
Orașul Negrești este situat pe linia secundară feroviară ce unește orașele Iași și Roman prin Buhăiești.

## Demografie
Componența etnică a orașului Negrești
     Români (86,72%)
     Romi (1,65%)
     Alte etnii (0,05%)
     Necunoscută (11,58%)
Componența confesională a orașului Negrești
     Ortodocși (85,74%)
     Alte religii (2,26%)
     Necunoscută (12,01%)
Conform recensământului efectuat în 2021, populația orașului Negrești se ridică la 7.530 de locuitori, în scădere față de recensământul anterior din 2011, când fuseseră înregistrați 8.380 de locuitori. Majoritatea locuitorilor sunt români (86,72%), cu o minoritate de romi (1,65%), iar pentru 11,58% nu se cunoaște apartenența etnică. Din punct de vedere confesional, majoritatea locuitorilor sunt ortodocși (85,74%), iar pentru 12,01% nu se cunoaște apartenența confesională.
|  | Graficele sunt indisponibile din cauza unor probleme tehnice. Mai multe informații se găsesc la Phabricator și la wiki-ul MediaWiki. |

Date: Recensăminte sau birourile de statistică - grafică realizată de Wikipedia

## Politică și administrație
Orașul Negrești este administrat de un primar și un consiliu local compus din 15 consilieri. Primarul, Petru Cristinel Rusu[*], de la Partidul Național Liberal, este în funcție din octombrie 2020. Începând cu alegerile locale din 2024, consiliul local are următoarea componență pe partide politice:
|  | Partid                          | Consilieri | Componența Consiliului | Componența Consiliului | Componența Consiliului | Componența Consiliului | Componența Consiliului | Componența Consiliului | Componența Consiliului |
|  | ------------------------------- | ---------- | ---------------------- | ---------------------- | ---------------------- | ---------------------- | ---------------------- | ---------------------- | ---------------------- |
|  | Partidul Național Liberal       | 7          |                        |                        |                        |                        |                        |                        |                        |
|  | Partidul Social Democrat        | 4          |                        |                        |                        |                        |                        |                        |                        |
|  | Alianța Dreapta Unită           | 2          |                        |                        |                        |                        |                        |                        |                        |
|  | Alianța pentru Unirea Românilor | 1          |                        |                        |                        |                        |                        |                        |                        |
|  | Mihai Paraschiv-Vasilică        | 1          |                        |                        |                        |                        |                        |                        |                        |

## Sport
Clubul reprezentativ al orașului este Unirea Negrești.

## Personalități
- Mihail D. David (1886 - 1954), geograf și geolog;
- Neculai Macarovici (1902 - 1979), geolog și paleontolog;
- Constantin Macarovici (1902 - 1984), chimist;
- Valerian C. Popescu ( 1912 - 2013), medic;
- Emanoil Stratan (n. 1940), canotor;
- Matilda Pascal Cojocărița (n. 1958), solistă de muzică populară;
- Adrian Matei (n. 1967), artist plastic și publicist;
- Cerasela Carp (n. 1970), avocat și scriitor;
- Maria Pădurariu (n. 1970), canotoare.

## Imagini

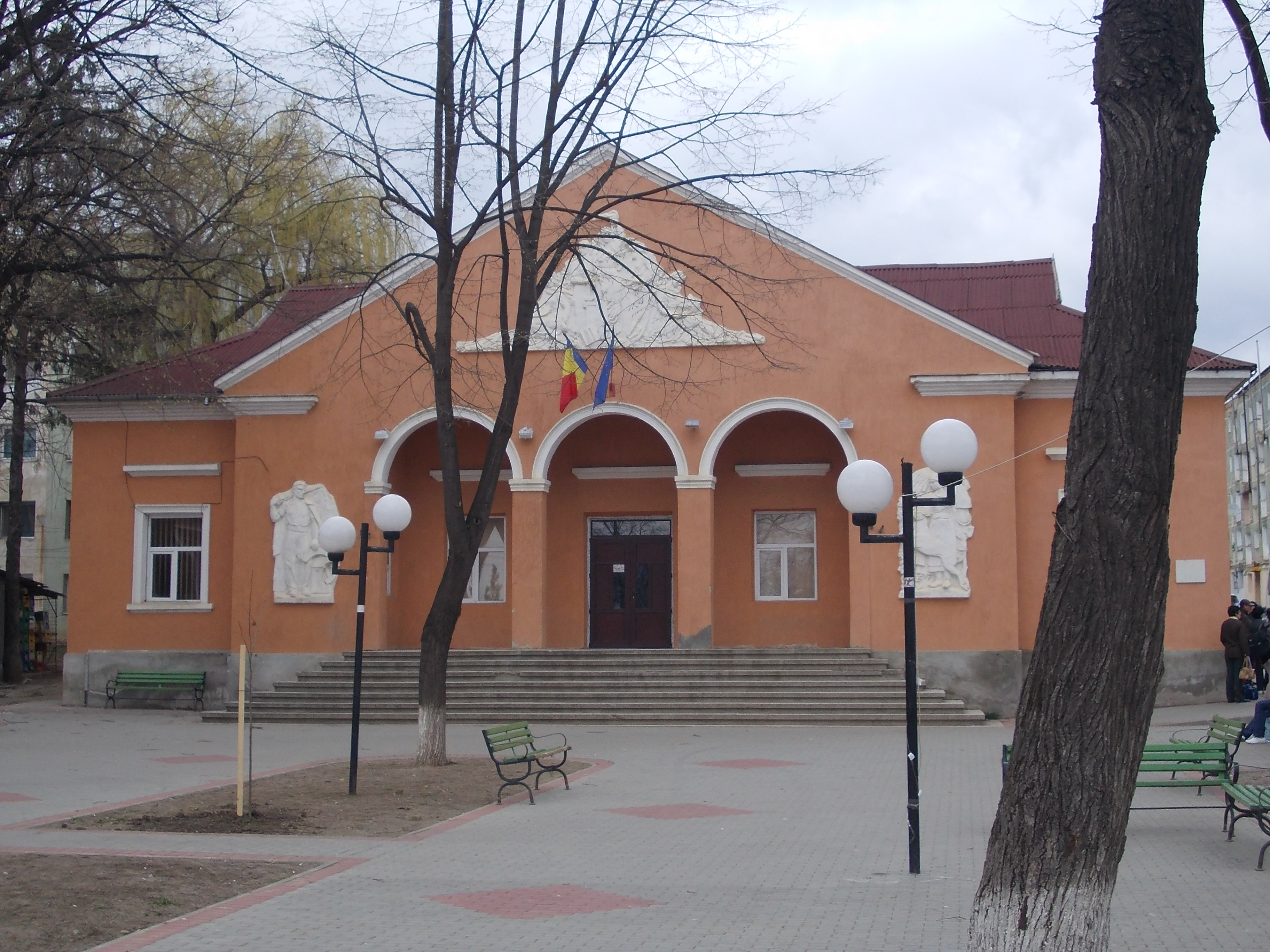
Casa de Cultură din Negrești
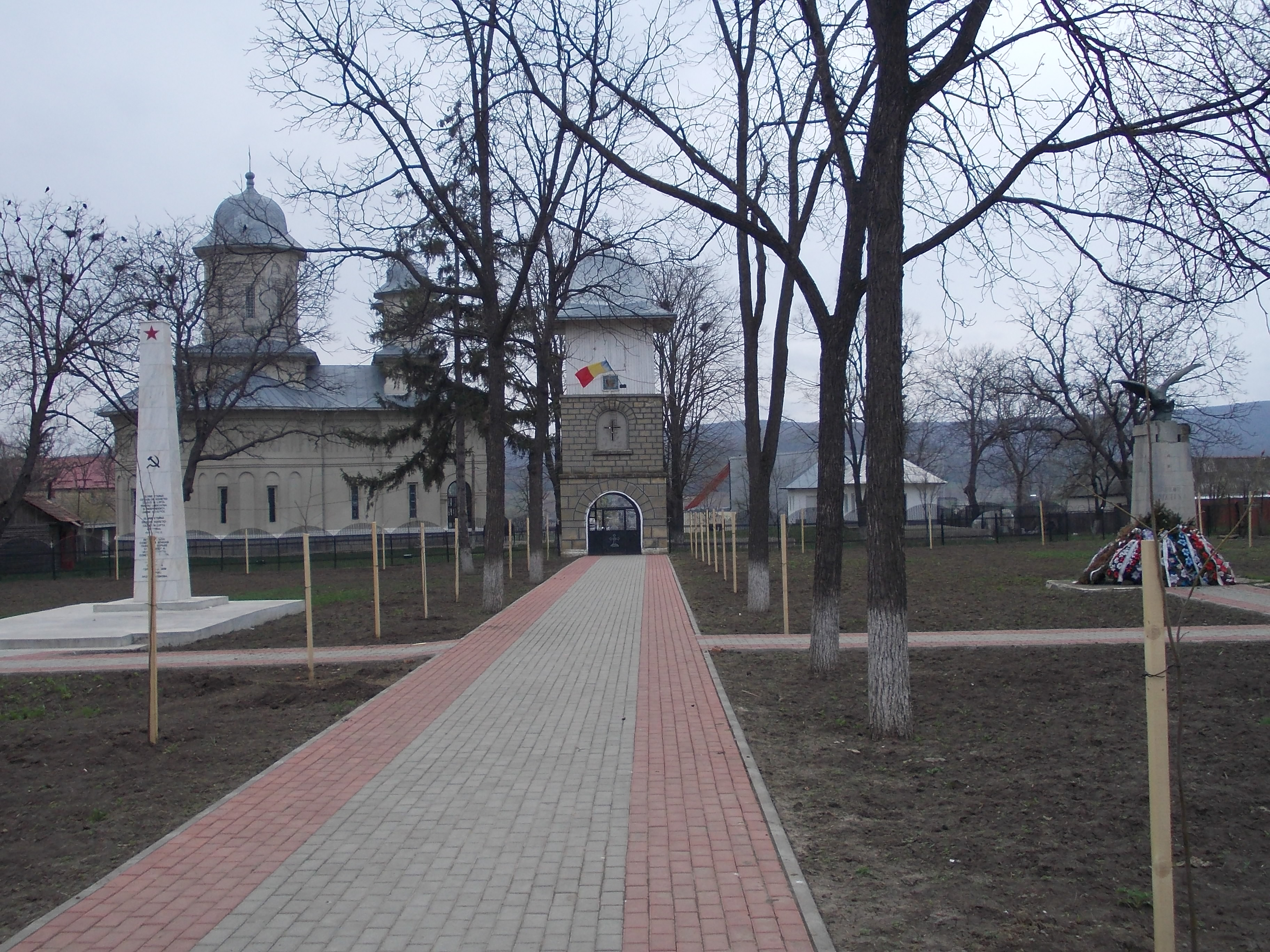
Biserica Ortodoxă din Negrești
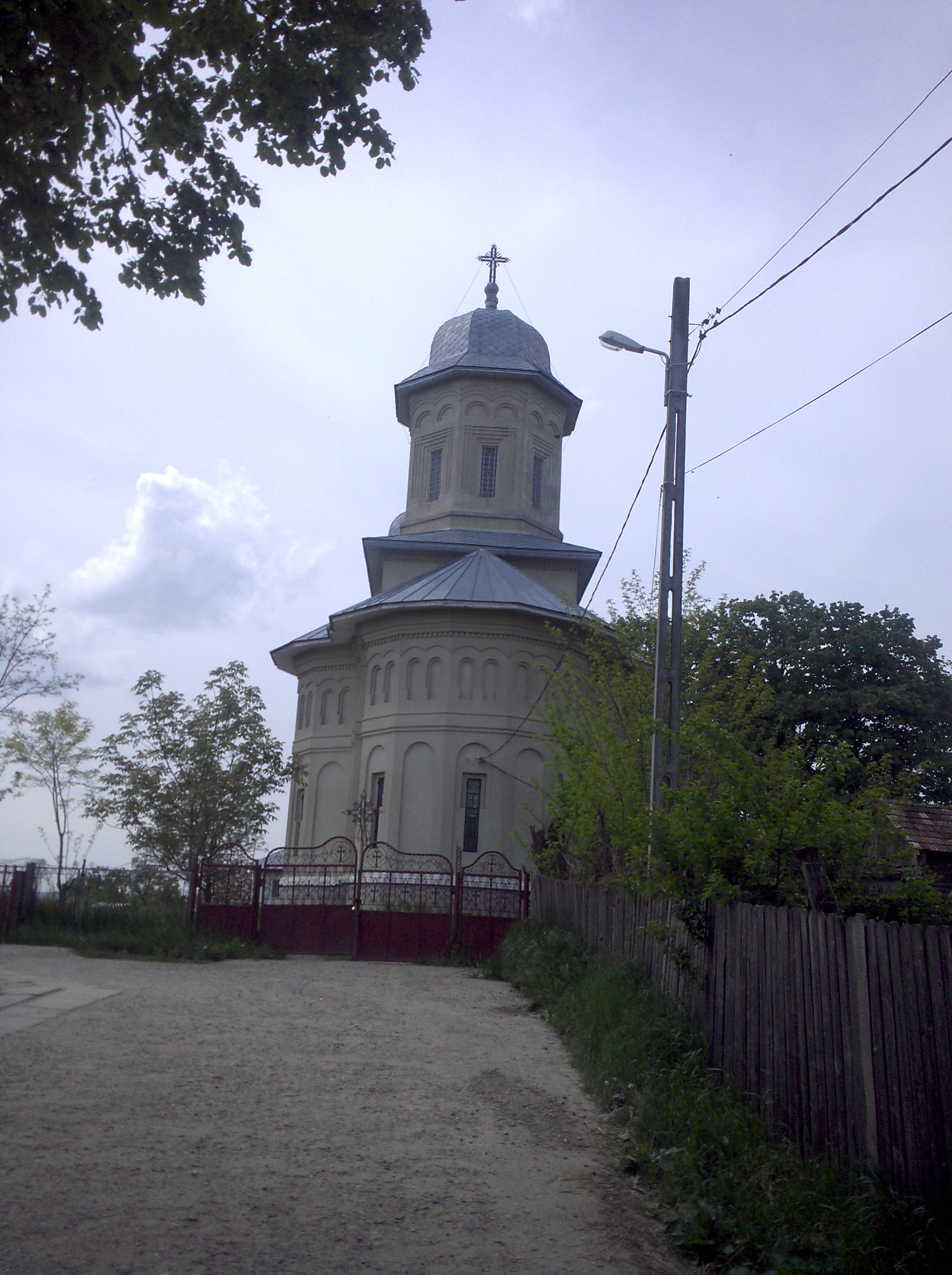
Biserica Ortodoxă din Negrești
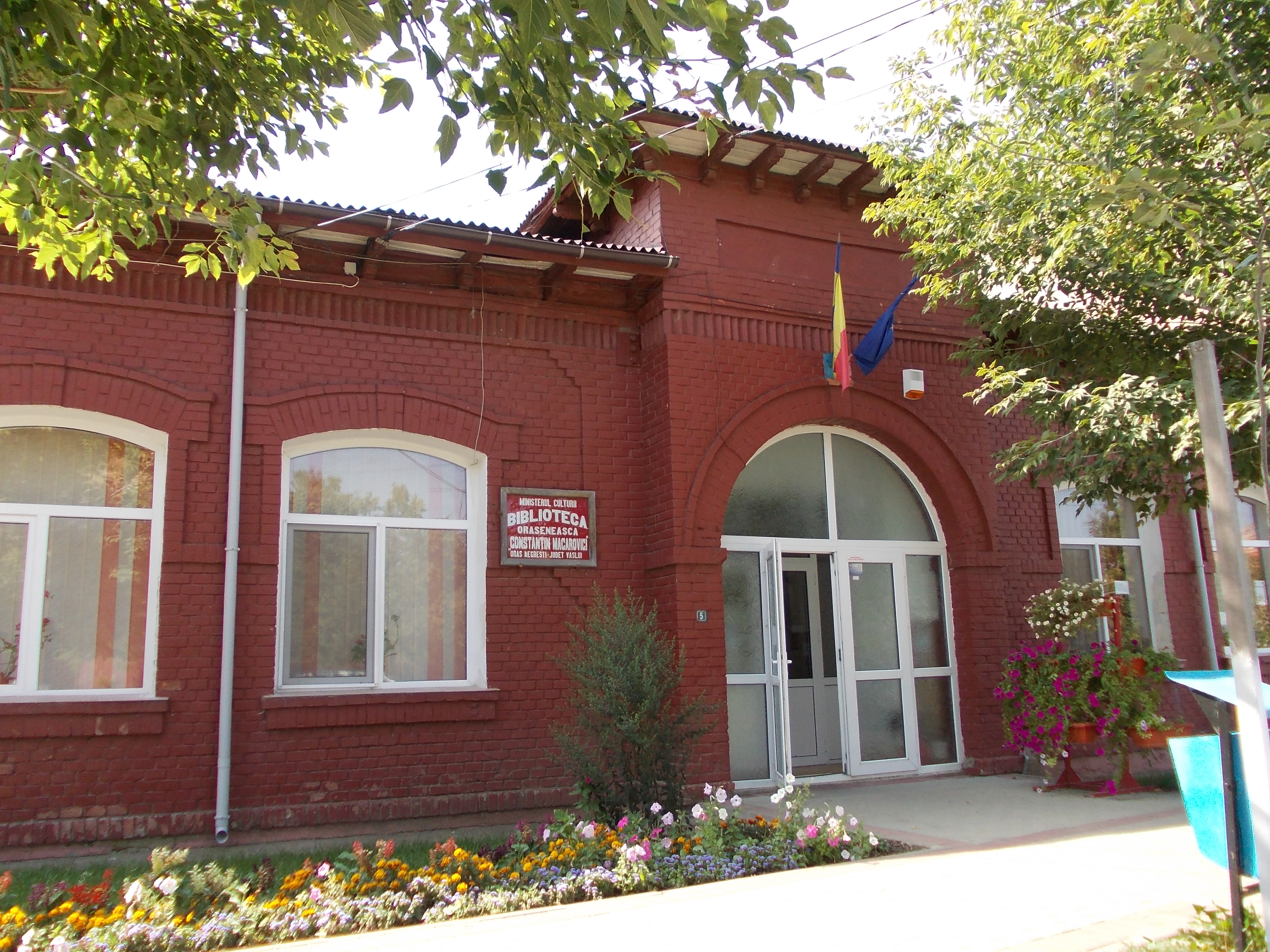
Biblioteca Orăşenească Negreşti
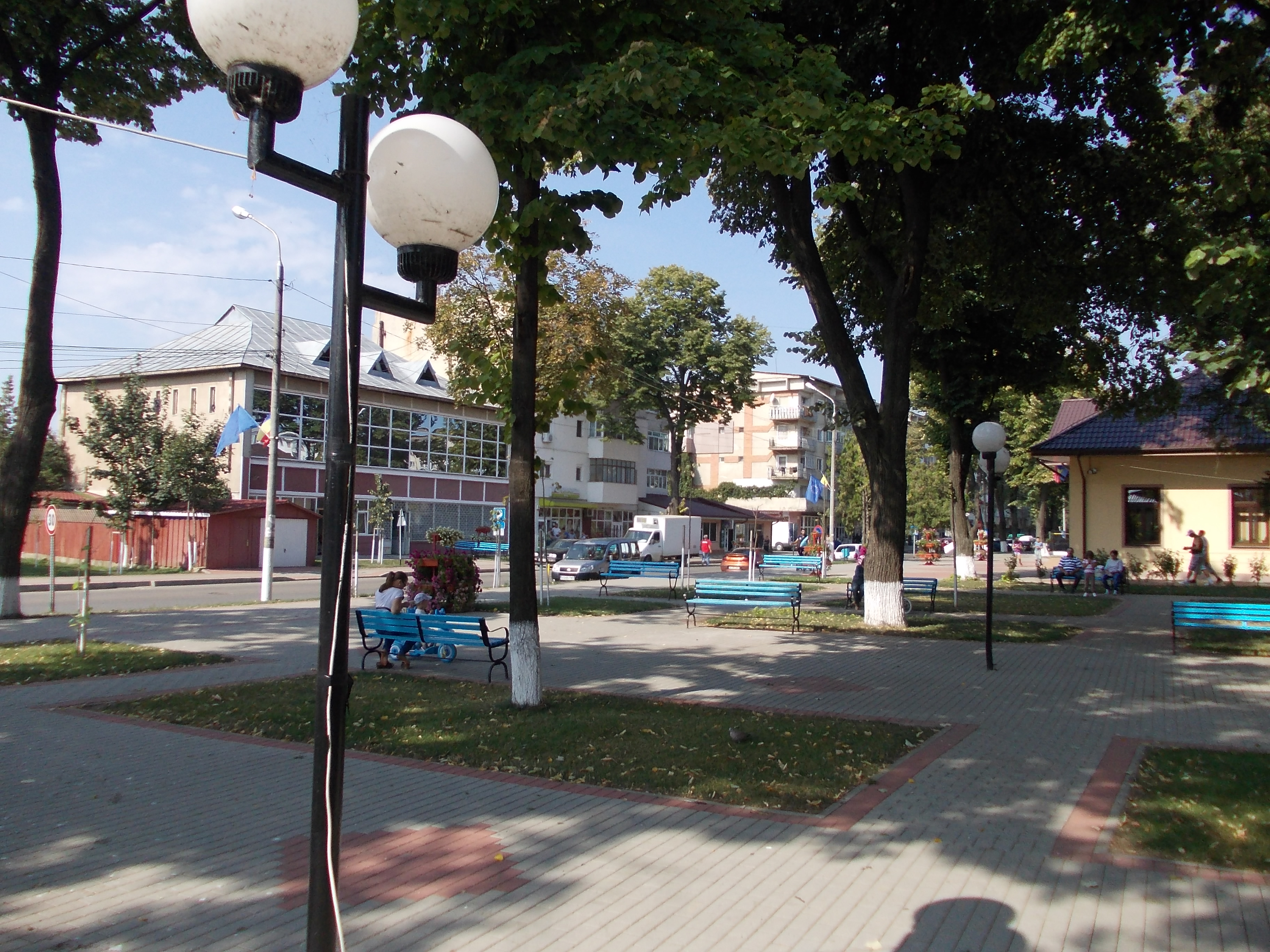
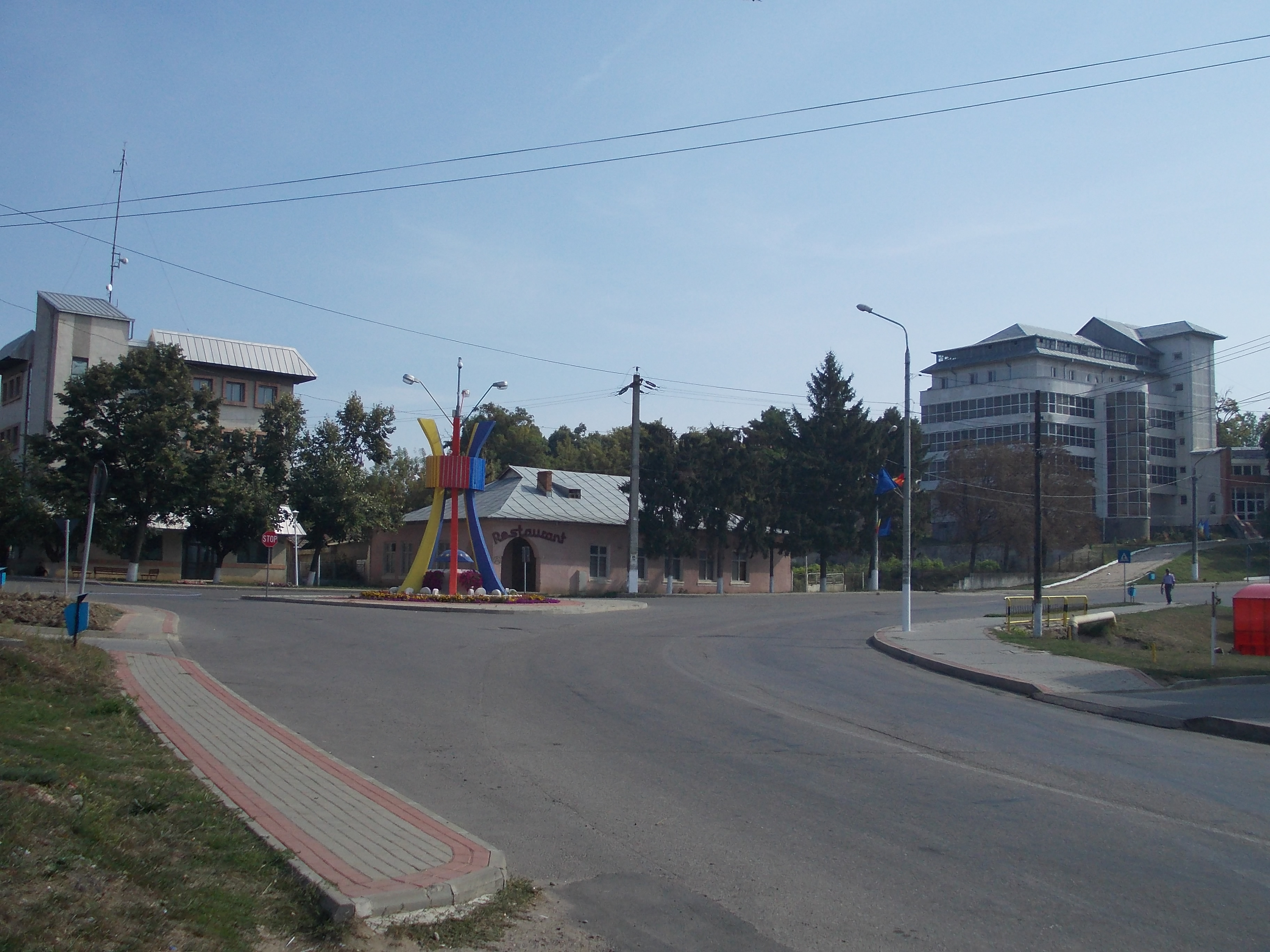
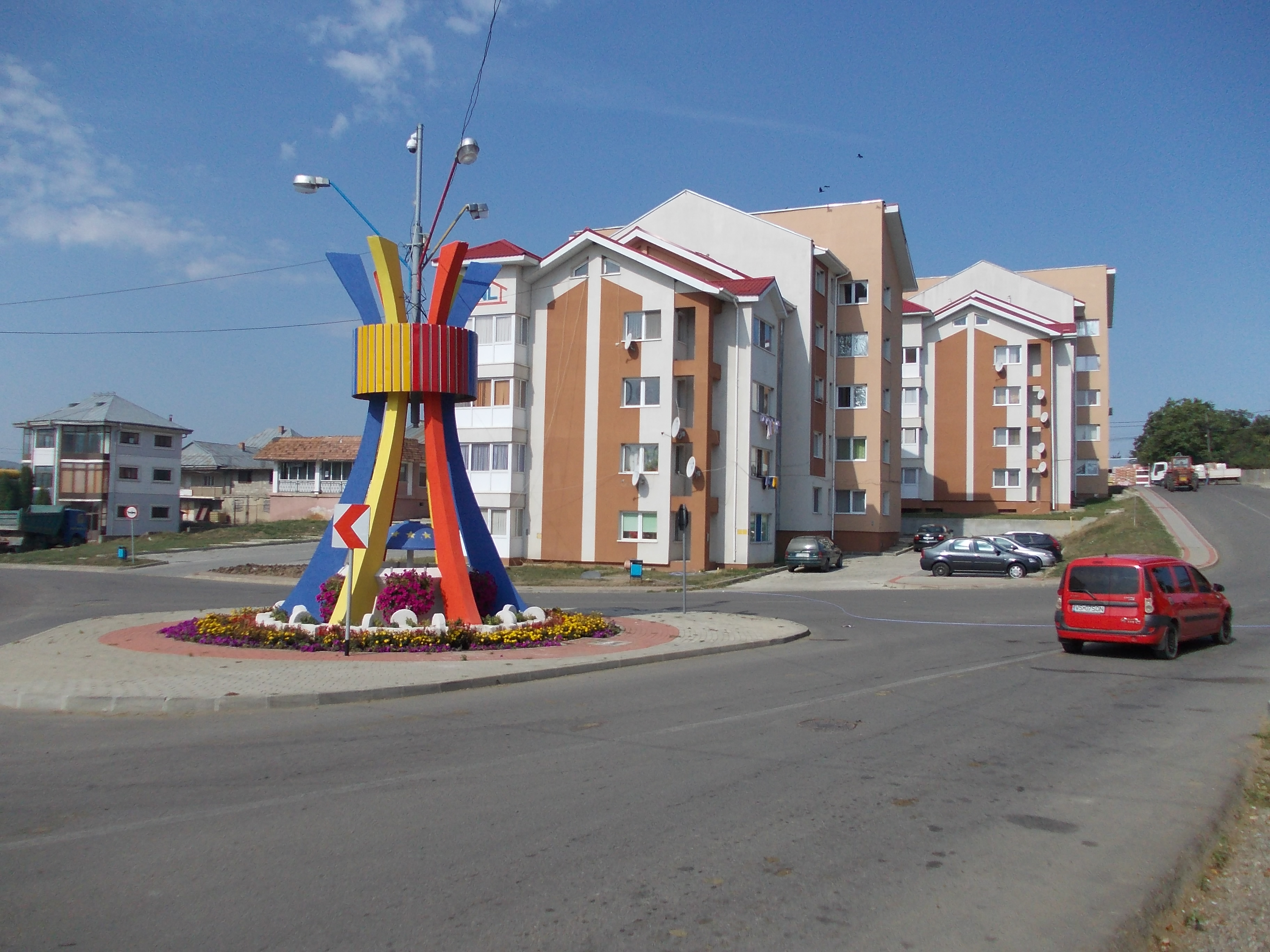
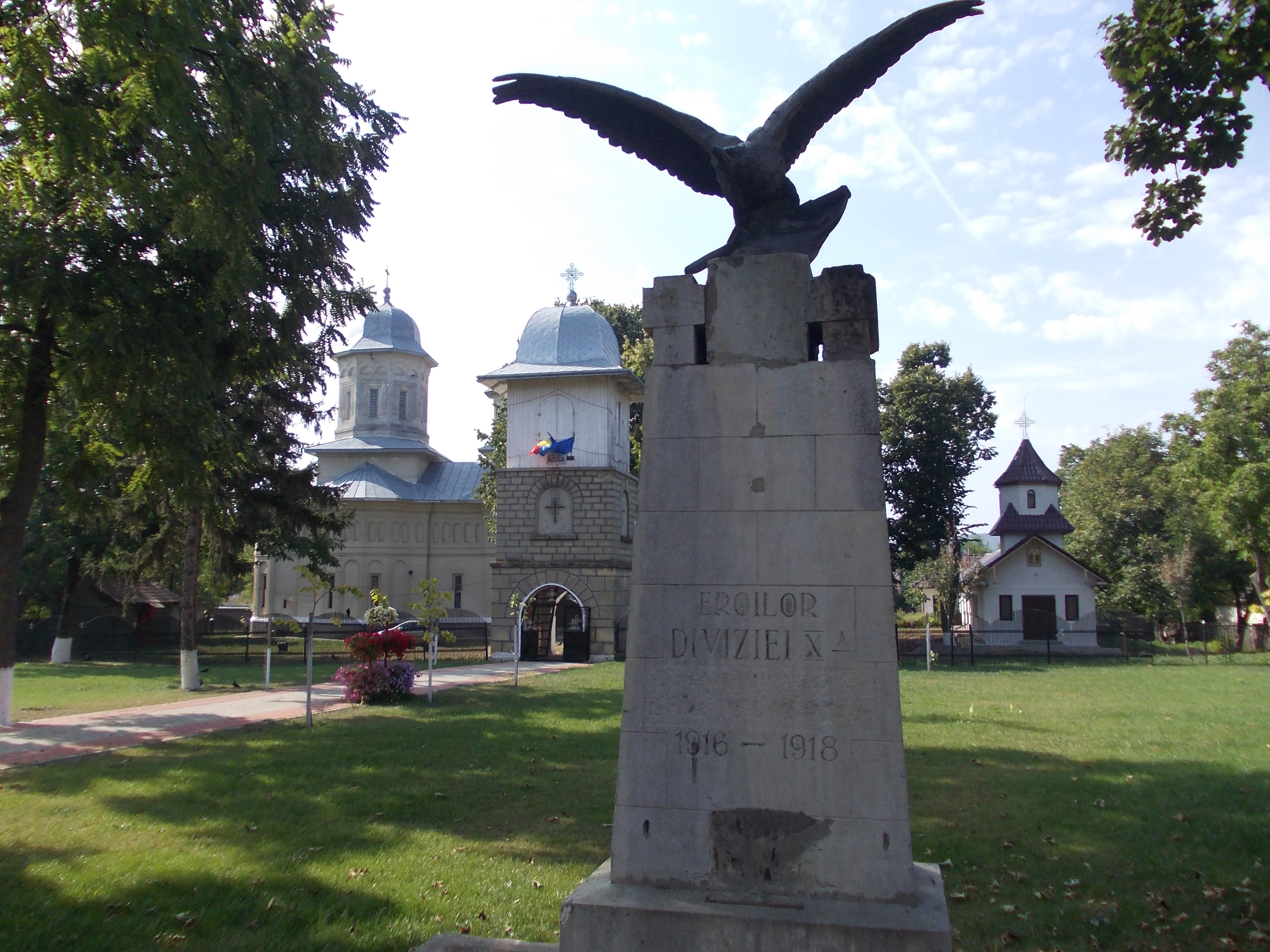
Monumentul eroilor
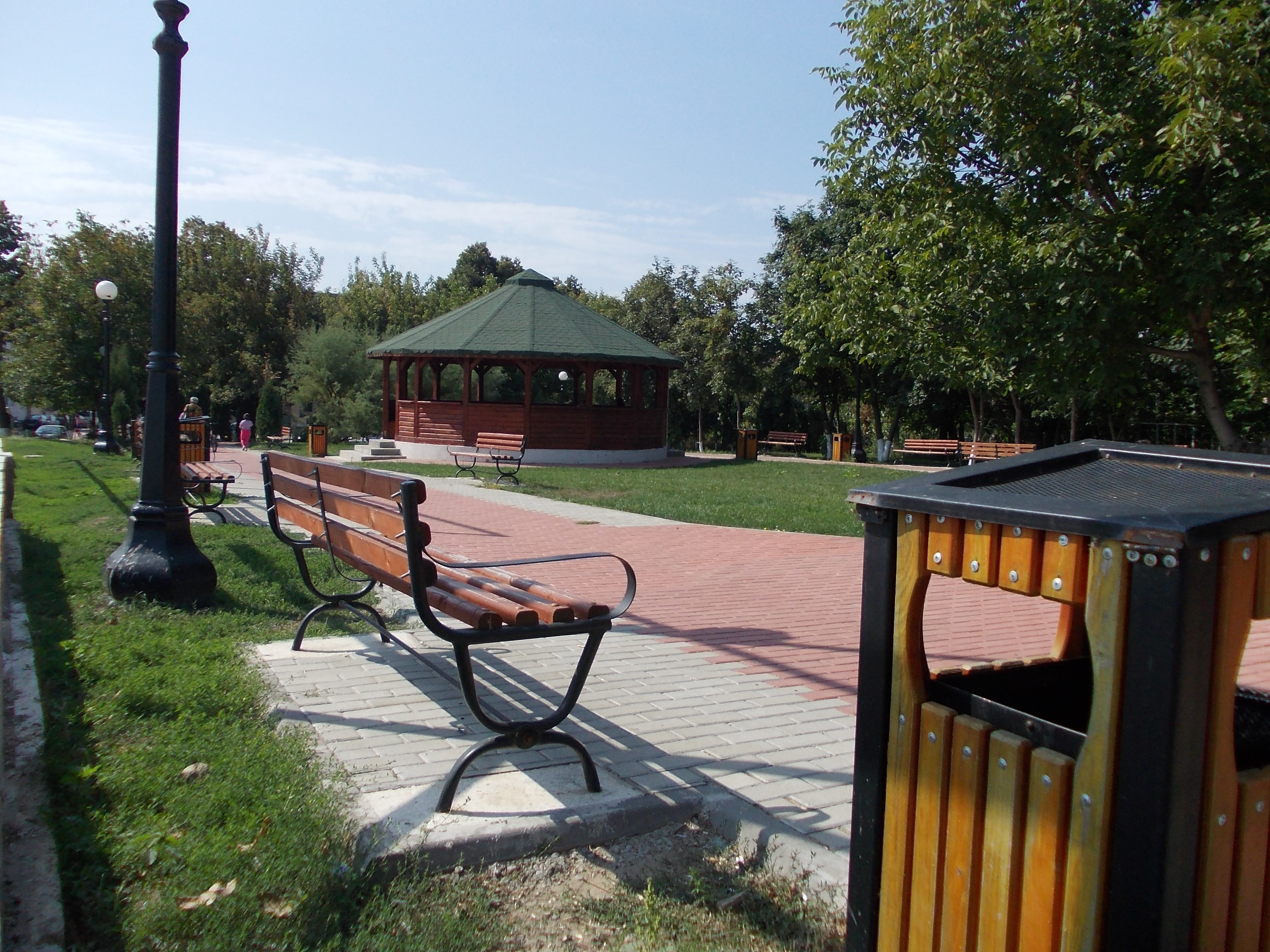
Parcul Orăşenesc